# DPT 백신
DPT 백신 또는 DTP 백신은 인간의 세 가지 감염성 질병인 디프테리아(diphtheria), 백일해(pertussis) 및 파상풍(tetanus)에 대한 혼합 백신 클래스이다. 백신 성분에는 디프테리아 및 파상풍 독소(toxoid)가 포함되며 백일해 또는 백일해 항원을 유발하는 박테리아의 전체 세포를 죽였다. 톡소이드(toxoid)라는 용어는 면역 반응을 생성하기 위해 표적이 되는 병원체에 의해 생성된 비활성화된 독소를 사용하는 백신을 의미한다. 이러한 방식으로 톡소이드 백신은 병원체 자체를 표적으로 삼는 백신보다는 병원체에 의해 생성되어 질병을 일으키는 독소를 표적으로 삼는 면역 반응을 생성한다. 전체 세포 또는 항원은 "DTwP" 또는 "DTaP"로 표시된다. 여기서 소문자 "w"는 전체 세포가 비활성화된 백일해를 나타내고 소문자 "a"는 "무세포"(acellular)를 나타낸다. 약독화 생백신과 같은 대체 백신 유형과 비교할 때, DTP 백신은 살아있는 병원체를 포함하지 않고 오히려 비활성화된 톡소이드(백일해의 경우 죽은 병원체 또는 순수 항원)를 사용하여 면역 반응을 생성한다. 따라서 질병 자체를 유발할 위험이 알려진 바가 없기 때문에 면역력이 저하된 집단에 사용하는 위험은 없다. 결과적으로 DTP 백신은 누구에게나 사용할 수 있는 안전한 백신으로 간주되며 관심 병원체에 대해 훨씬 더 표적화된 면역 반응을 생성한다.
미국에서는 무세포 DTaP 백신 사용이 허가된 1996년까지 미국 질병통제예방센터(CDC)에서 권장하는 아동기 백신의 일부로 DPT(전세포) 백신을 접종했다.

## 같이 보기
- BCG 백신 (결핵 tuberculosis, TB)

- 망투 검사 (Mantoux test)

- MMR 백신 (홍역 measles, 볼거리 mumps, 풍진 rubella)
- B형 간염
- 수두 (chickenpox, varicella)

- 대상포진 (shingles)

- 소아마비 (polio)